# Grand Prix Formule 1 van Brazilië 1976
De Grand Prix Formule 1 van Brazilië 1976 werd gehouden op 25 januari 1976 in Interlagos.

## Uitslag
| Positie | Nr | Rijder             | Team               | Ronden | Tijd/Opgave    | Startplaats | Punten |
| ------- | -- | ------------------ | ------------------ | ------ | -------------- | ----------- | ------ |
| 1       | 1  | Niki Lauda         | Ferrari            | 40     | 1:45:16.78     | 2           | 9      |
| 2       | 4  | Patrick Depailler  | Tyrrell-Ford       | 40     | + 21.47        | 9           | 6      |
| 3       | 16 | Tom Pryce          | Shadow-Ford        | 40     | + 23.84        | 12          | 4      |
| 4       | 34 | Hans Joachim Stuck | March-Ford         | 40     | + 1:28.17      | 14          | 3      |
| 5       | 3  | Jody Scheckter     | Tyrrell-Ford       | 40     | + 1:56.46      | 13          | 2      |
| 6       | 12 | Jochen Mass        | McLaren-Ford       | 40     | + 1:58.27      | 6           | 1      |
| 7       | 2  | Clay Regazzoni     | Ferrari            | 40     | + 2:15.24      | 4           |        |
| 8       | 20 | Jacky Ickx         | Wolf-Williams-Ford | 39     | + 1 Ronde      | 19          |        |
| 9       | 21 | Renzo Zorzi        | Williams-Ford      | 39     | + 1 Ronde      | 17          |        |
| 10      | 8  | Carlos Pace        | Brabham-Alfa Romeo | 39     | + 1 Ronde      | 10          |        |
| 11      | 31 | Ingo Hoffmann      | Fittipaldi-Ford    | 39     | + 1 Ronde      | 20          |        |
| 12      | 7  | Carlos Reutemann   | Brabham-Alfa Romeo | 37     | Geen benzine   | 15          |        |
| 13      | 30 | Emerson Fittipaldi | Fittipaldi-Ford    | 37     | + 3 Ronden     | 5           |        |
| 14      | 10 | Lella Lombardi     | March-Ford         | 36     | + 4 Ronden     | 22          |        |
| NF      | 17 | Jean-Pierre Jarier | Shadow-Ford        | 33     | Ongeluk        | 3           |        |
| NF      | 11 | James Hunt         | McLaren-Ford       | 32     | Ongeluk        | 1           |        |
| NF      | 9  | Vittorio Brambilla | March-Ford         | 15     | Olielek        | 7           |        |
| NF      | 26 | Jacques Laffite    | Ligier-Matra       | 14     | Transmissie    | 11          |        |
| NF      | 5  | Ronnie Peterson    | Lotus-Ford         | 10     | Ongeluk        | 18          |        |
| NF      | 6  | Mario Andretti     | Lotus-Ford         | 6      | Ongeluk        | 16          |        |
| NF      | 28 | John Watson        | Penske-Ford        | 2      | Benzinesysteem | 8           |        |
| NF      | 14 | Ian Ashley         | BRM                | 2      | Oliepomp       | 21          |        |

## Statistieken
| Pole-position | James Hunt         | McLaren-Ford | 2:32.50 |
| Snelste ronde | Jean-Pierre Jarier | Shadow-Ford  | 2:34.55 |

## Noot
- Dit was het debuut van de Braziliaanse coureur Ingo Hoffmann.
- Dit was de 250ste Grand Prix-start voor een Britse coureur.
- Eerste pole position voor James Hunt.

1972 · 1973 · 1974 · 1975 · 1976 · 1977 · 1978 · 1979 · 1980 · 1981 · 1982 · 1983 · 1984 · 1985 · 1986 · 1987 · 1988 · 1989 · 1990 · 1991 · 1992 · 1993 · 1994 · 1995 · 1996 · 1997 · 1998 · 1999 · 2000 · 2001 · 2002 · 2003 · 2004 · 2005 · 2006 · 2007 · 2008 · 2009 · 2010 · 2011 · 2012 · 2013 · 2014 · 2015 · 2016 · 2017 · 2018 · 2019